# Gianfranco Miccichè
Pour les articles homonymes, voir Micciche.
Gianfranco Miccichè, né le 1er avril 1954 à Palerme, est une personnalité politique italienne.
Fidèle collaborateur de Silvio Berlusconi, il est le coordinateur de Forza Italia en Sicile, dont il préside notamment l'Assemblée régionale à deux reprises (2006-2008 puis 2017-2022), et comme député national durant cinq législatures. Il a été ministre pour le Développement et la Cohésion territoriaux d'avril 2005 à mai 2006.

## Biographie
Gianfranco Miccichè devient dirigeant de Publitalia '80, une société de Silvio Berlusconi en 1984, d'abord à Palerme, puis à Brescia.
Il devient coordinateur de Forza Italia en Sicile en 1993 et est élu député en 1994. Il devient secrétaire d'État aux Transports et à la Navigation dans le premier gouvernement Berlusconi. 
Candidat du Pôle pour les libertés lors des élections municipales de 1997, il est battu par le maire sortant Leoluca Orlando.
Lors des élections générales italiennes de 2001, il mène la Maison des libertés vers une victoire totale, en emportant les 61 circonscriptions de l'île. 
Il devient ministre-adjoint à l'Économie et aux Finances, avec une délégation pour le Développement du Mezzogiorno. Il devient ministre en 2005 pour le Développement et la Cohésion du territoire. En juillet 2006, il est élu président de l'Assemblée régionale sicilienne (ARS), puis secrétaire d'État chargé du CIPE, comité interministériel pour la programmation économique dans le gouvernement Silvio Berlusconi IV, le 12 mai 2008.
Déplorant un manque de soutien de Berlusconi, Miccichè crée en 2010, un nouveau parti, Forza del Sud, composé de dix parlementaires (7 députés, 3 sénateurs). Il déclare même regretter d'avoir soutenu le gouvernement Berlusconi.
Lors des élections anticipées sicilienne d'octobre 2012, il ne termine qu'en quatrième position, à la tête de Grande Sud et avec l'appui du Mouvement pour les autonomies, avec 15 % des voix.
Il redevient secrétaire d'État du gouvernement Letta le 2 mai 2013 et en démissionne en novembre 2013 avec la fondation de Forza Italia.
Lors des élections européennes de 2014, il est battu avec la liste Forza Italia bien que tête de liste en Italie insulaire. Il siège cependant de manière éphémère au Parlement européen entre juillet et août 2018.
Il retrouve le siège de président de l'Assemblée régionale sicilienne en 2017, à la faveur de la victoire de la coalition de droite portant Nello Musumeci à la tête de l'île. Mais leurs relations se distendent jusqu'au conflit ouvert en 2022 quand Miccichè empêche le sortant de se représenter.  
Il vise à son tour la présidence de l'île ou à défaut son maintien à la tête du parlement sicilien, mais le négociateur sicilien de Frères d'Italie, Ignazio La Russa, s'y oppose et permet au vieux rival de Micciché, le forziste Renato Schifani, de mener la coalition de la droite aux élections régionales de 2022 qu'il remporte. 
Opposé à ce que Schifani prenne la tête de la coalition de droite en Sicile, à ce qu'Ignazio La Russa préside le Sénat et que le protégé de ce dernier, Gaetano Galvagno deviennent président de l'ARS, il est mis en minorité sur ces trois votes. Son opposition au nouveau président de la Région sicilienne provoque une scission des députés berlusconnistes en deux groupes parlementaires à l'ARS : Forza Italia 1 et Forza Italia 2 et l'élection d'un cinq-étoiles, Nuccio Di Paola, vice-président de l'assemblée.
Pour mettre fin à cette querelle, Silvio Berlusconi décide quatre mois plus tard de retirer la direction régional du parti à Miccichè au profit de Marcello Caruso, bras droit de Renato Schifani, ancien directeur régional des autorités locales et coordinateur provincial de Forza Italia à Palerme.